# Richard Francis Burton
Sir Richard Francis Burton (Torquay, Devon, 1821. március 19. – Trieszt, 1890. október 20.) angol felfedező, fordító, író, katona, orientalista, etnológus, nyelvész, költő, hipnotizőr, vívó és diplomata. A Szent Mihály és Szent György rend birtokosa, a Brit Királyi Földrajzi Társaság (Royal Geographical Society) tagja. Ázsiai és afrikai utazásairól és felfedezőútjairól, valamint rendkívüli nyelvismeretéről és kultúraismeretéről volt nevezetes. Egy adat szerint 29 európai, ázsiai és afrikai nyelvet beszélt.
Burton legismertebb cselekedetei közé sorolják álruhás utazását Mekkába, Az Ezeregyéjszaka meséi (az angolszász nyelvterületen Andrew Lang rövidített változata miatt „The Arabian Nights” néven ismert mű) és a Kámaszútra csonkítatlan fordítását, valamint John Hanning Speke-kel tett utazásait, amint a Nílus forrásának keresése közben ománi kereskedők irányításával, első európaiként keresték fel az Afrikai Nagy-tavakat. Termékeny és nagy tudású szerző volt, aki számos könyvet és tudományos értekezést írt utazásairól, a vívásról és néprajzi megfigyeléseiről.
Indiai szolgálata alatt a Brit Kelet-indiai Társaság századosa volt (később, rövid ideig a Krími háborúban is szolgált). Ezt követően a Brit Királyi Földrajzi Társaság alkalmazásában Afrika keleti partjait kutatta; kutatásai során a helyi emberek útmutatása alapján expedíciót vezetett a kontinens belsejébe és felfedezte a Tanganyika-tavat. Élete delén brit konzulként dolgozott az egyenlítői guineai Fernando Pó-ban, a brazíliai Santosban, majd Damaszkuszban és végül Triesztben. Tagja volt a Brit Királyi Földrajzi Társaságnak, és 1886-ban lovagi címet is kapott.

## Ifjúkora és iskolái (1822–1842)
Burton a devoni Torquay-ben született 1821. március 19-én; önéletrajzában tévesen állítja, hogy a család hertfordshire-i Elstree-ben álló házában jött a világra. 1821. szeptember 2-án keresztelték meg a hertfordshire-i Borehamwood Elstree templomában. Apja, Joseph Netterville Burton alezredes, ír születésű katonatiszt, anyja, Martha Baker egy tehetős hertfordshire-i földesúr, Richard Baker örököse volt. Burtonnek két testvére volt, Maria Katherine Elizabeth Burton és Edward Joseph Netterville Burton, akik 1823-ban illetve 1824-ben születtek.
Gyermekkorában Burton családja sokat utazott. 1825-ben a franciaországbeli Tours-ba költöztek. Burton első tanítói a szülei által felvett oktatók voltak. Első igazi iskoláját 1829-ben kezdte a londoni Richmond Green előkészítő iskolájában, melyet Charles Delafosse tiszteletes vezetett. A következő néhány évben családja Anglia, Franciaország és Olaszország között ingázott. Burton nyelvtehetsége már korán megmutatkozott, gyorsan elsajátította a francia, az olasz és a nápolyi nyelvet, valamint több nyelvjárást és a latin nyelvet is. A szóbeszéd szerint ifjúkorában viszonya volt egy fiatal cigány nővel is, akitől megtanulta a cigány nyelv alapjait is. Ifjúkori vándorlásainak hatása lehetett, hogy Burton egész élete során kívülállóként tekintsen önmagára. Ahogy fogalmazott: „Tedd, amit férfiasságod parancsol, csak magadtól várhatsz elismerést…”
Richard Francis 1840. november 19-én iratkozott be az oxfordi Trinity College-ba. Mielőtt az iskolában bentlakást kapott volna, egy ideig Dr. William Alexander Greenhillnél, a Radcliffe kórház orvosánál lakott. Itt találkozott John Henry Newmannel, akinek Greenhill egyházközségi gondnoka volt. Intelligenciája és tehetsége ellenére Burton hamarosan szembeszállt tanáraival és iskolatársaival. Elsőéves korában állítólag egy iskolatársát párbajra hívta ki, mivel az csúfolta Burton bajuszát.
Burton a nyelvek iránti szenvedélyét egy újabb nyelv, az arab tanulásával élte ki; szabadidejében solymászatot és vívást is tanult. 1842-ben az iskola házirendjét szándékosan megszegve egy lovas akadályversenyen vett részt, sőt ezt követően azzal a javaslattal állt elő az iskola vezetésénél, hogy meg kellene engedni, hogy a hallgatók hasonló eseményeken résztvehessenek. Abban bízott, hogy ezért a tettéért az iskola vezetése egyszerűen felfüggeszti és egy időre hazaküldi, ez volt a szokásos büntetése a kevésbé provokatív hallgatóknak, akik akadályversenyen vettek részt, ezzel szemben véglegesen kicsapták a Trinity College-ból. A gyűlölt hely iránti utolsó döféseként, miközben otthagyta Oxfordot állítólag lovával és kocsijával végighajtott az iskola virágágyain.

## Katonai karrier (1842–1853)
Saját szavai szerint: bár „csak arra… (volt)… jó, hogy napi hat penniért lőjenek rá” (fit for nothing but to be shot at for six pence a day), egykori iskolatársai javaslatára, akik már tagok voltak, katonának állt a Brit Kelet-indiai Társaság hadseregébe. Abban bízott, hogy harcolhat az első angol–afgán háborúban, de a konfliktus véget ért mielőtt megérkezett volna Indiába. A Gudzsarátban állomásozó 18. Bombay Native Infantry-hoz helyezték, mely Sir Charles James Napier tábornok irányítása alatt állt. Mialatt Indiában élt, jártasságot szerzett a hindi, gudzsaráti, pandzsábi és a marathi nyelvjárásokban, valamint a perzsa és az arab nyelvben. A hindu kultúrában végzett tanulmányai olyan jól haladtak, hogy mint írja: „hindu tanárom hivatalosan engedélyezte számomra a Janeu viselését”, bár ennek igazságtartalmát kétségbe vonták, mivel ez rendszerint hosszas előtanulmányokat, böjtölést és a fej részleges leborotválását követelte volna meg. Egyes katonatársai furcsa szemmel tekintettek Burtonnek az indiai kultúra és az indiai vallások iránti érdeklődésére, és bennük való aktív részvételére, sokan azzal vádolták, hogy „bennszülött lett” és „fehér négernek” nevezték őt. Burtonnek sok furcsa szokása volt, melyek miatt elkülönült a többiektől. Amíg a hadsereg kötelékében szolgált, szelídített majmok nagy állatsereglete vette körül, azt remélte, hogy képes lesz megtanulni a nyelvüket. Harcosként megnyilvánuló démoni vadsága miatt és amiatt, hogy több párbajt vívott, mint bajtársainak bármelyike, kiérdemelte a „Dick a bandita” nevet.
Részt vett a pakisztáni Szindh tartomány földtani felmérésében, itt tanulta meg azoknak a mérő- és felmérőeszközöknek a használatát, melyek későbbi felfedezői pályája során hasznosnak bizonyultak. Ekkoriban kezdett álruhában utazgatni. Felvette a Mirza Abdullah álnevet, gyakran lóvá téve a helyi embereket és tiszttársait, akik nem ismerték fel. Életének ebben a szakaszában kezdett ügynökként dolgozni parancsnokának, Napier-nek megbízásából. Bár ügynöki munkájának pontos részleteiről nincsenek információk, ismert tény, hogy egy karacsi bordélyház elleni titkos nyomozásban vett részt; a bordélyházról, melyben a prostituáltak fiatal fiúk voltak, az a hír járta, hogy gyakran látogatják az angol katonák. A szexuális szokások iránti, egész életén át tartó érdeklődése vezette egy részletes jelentés megírására, mely élete későbbi részében épp elég gondot okozott neki, amikor jelentésének (mely felől Burtont biztosították, hogy titokban marad) későbbi olvasói arra a következtetésre kezdtek jutni, hogy Burton maga is részt vett az általa leírt egyes eseményekben.
Jelentése rávilágított, hogy milyen jelentős mértékben veszik igénybe a brit tisztek a hasonló bordélyházak szolgáltatásait, ezért Napier távozása után Burton kínos jelentését eltussolták, őt magát pedig bátorították a távozásra. Kiábrándultan és kolerától szenvedve 29 éves korában tért vissza Indiából.
A következő három évet gyógyulással töltötte Franciaországban, ez alatt az időszak alatt négy könyvet írt indiai élményeiről. 1850-ben írta első könyvét: Goa and the Blue Mountains (Goa és a kék hegyek), mely a Goa körzetet bemutató útikönyv volt. Egy vívóiskola meglátogatására Boulogne-be utazott, itt találkozott későbbi feleségével, egy jó családból származó katolikus lánnyal, Isabel Arundell-lel.

## Első felfedezőútjai és utazása Mekkába (1851–1853)

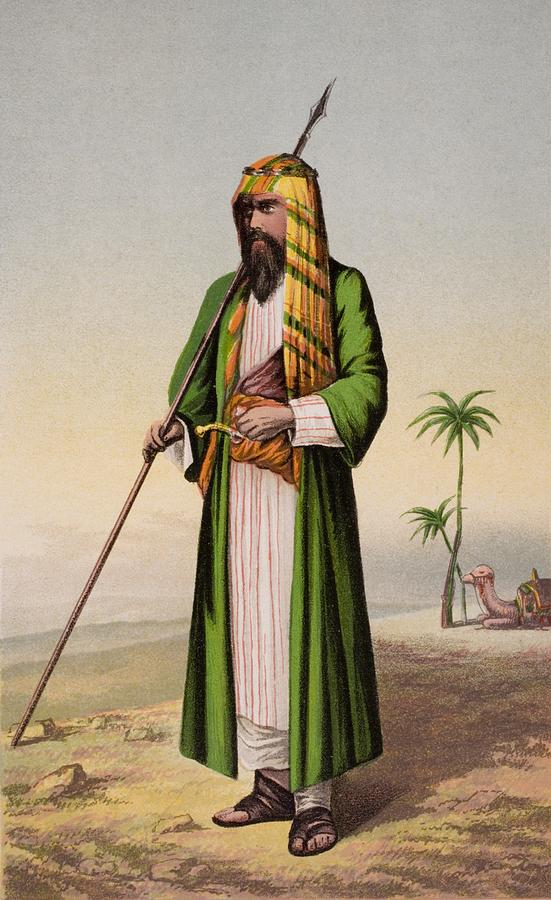
Burton arab viseletben.

Kalandvágya által hajtva, Burton megszerezte a Brit Királyi Földrajzi Társaság jóváhagyását egy kutatóúthoz, és megszerezte a Brit Kelet-indiai Társaság igazgatótanácsának engedélyét, hogy távozhasson a hadseregtől. Indiában töltött hét éve alatt jártas lett az iszlám szokásokban, és készen állt a haddzsra (mekkai, és az ő esetében egyben medinai zarándoklatra). Ez az 1853-ban vállalt út tette Burtont először híressé. Az út gondolata a Szindh tartománybeli muszlimok közti álruhás utazásai közben fogalmazódott meg benne, mind elméletben mind gyakorlatban szorgalmasan készült a kemény próbatételre (többek közt körülmetéltette magát, hogy lelepleződésének veszélyét csökkentse).
Bár nem Burton volt az első nem iszlám vallású európai, aki részt vett a haddzson (ez a hírnév Ludovico di Barthemát illeti, aki 1503-ban vett részt a zarándoklaton), zarándoklata a leghíresebb és a maga idejében a legalaposabban dokumentált volt. Többféle álruhát öltött magára, többek között a pastukét is, így próbálta leplezni beszédének nyelvi furcsaságait, de így is ügyelnie kellett, hogy bizonyítsa, megérti az iszlám bonyolult szertartásait, és hogy jártas a keleti emberek viselkedésének és etikettjének aprólékos részleteiben. Burton mekkai útja meglehetősen veszélyes volt, karavánját banditák támadták meg (ez akkoriban gyakori esemény volt). Ahogy fogalmazott, bár „...sem a Korán sem a szultán nem parancsolja a szentély határát jelző oszlopokon belülre tolakodó zsidók vagy keresztények halálát, mégsem mentheti meg semmi sem a tömeg által leleplezett európait, vagy azt, aki a zarándoklatot követően hitetlennek vallja magát”. A zarándoklat feljogosította a haddzsi név viselésére és zöld színű fejkendő hordására. Burton útjáról szóló személyes beszámolója az 1855-ben megjelent, A Personal Narrative of a Pilgrimage to Al-Medinah and Meccah (Személyes beszámoló a medinai és mekkai zarándoklatról) című művében olvasható (1855).
Útitársai közül néhányan sejtették, hogy valami nincs rendben Burton körül. Egy éjszaka csaknem felfedezték titkát, amikor vizeléshez felhúzta köntösét, ahelyett, hogy arabként leguggolt volna. Azt hitte, hogy senki sem látja, de csoportjának legfiatalabb tagja véletlenül észrevette. A fiú szélhámossággal vádolta, de Burton végül meggyőzte, hogy tartsa meg magának kételyeit.
Amikor később Burton visszatért a brit hadsereg kötelékébe, arab nyelvből kívánt vizsgát tenni, de a vizsgán megbukott.

## Fiatalkori felfedezőútjai (1854–1855)
Miután Mekkából visszatért Kairóba, Burton hajóval továbbutazott Indiába, hogy csatlakozzon korábbi ezredéhez. 1854 márciusában áthelyezték a Brit Kelet-indiai Társaság politikai osztályára, és az Arab-félszigeten fekvő Ádenbe utazott, hogy egy, a Brit Királyi Földrajzi Társaság által támogatott új expedíció előkészítésében vegyen részt. Az expedíció célja belső-Szomáliföld és az azon túl fekvő területek felkutatása volt, ahol Burton reményei szerint megtalálhatja azokat a nagy tavakat, melyekről az arab utazók elbeszéléseiből hallott. Még annak az évnek szeptemberében, itt Ádenban találkozott először John Hanning Speke századossal (akkor még hadnagyi rangban), aki később leghíresebb felfedezőútján elkísérte. Az út első részét Burton egyedül tette meg. Felfedezőutat tett Hararba (jelenleg Etiópiában fekszik), melybe korábban nem lépett be európai utazó (egy jövendölés szerint a város hanyatlásnak indul, ha keresztény ember teszi be a lábát a város területére).
A felfedezőútnak ez a szakasza három hónapig tartott, bár Burton ebből a legtöbb időt Zeila kikötőjében töltötte, ahol – természetesen álruhában – arra az üzenetre várt, hogy a Hararba vezető út biztonságos. Burton nemcsak beutazott Hararba, hanem még az emírnek is bemutatták, és tíz napot töltött a városban, hivatalosan az emír vendégekét, gyakorlatilag foglyaként. A visszavezető utat a készletek hiánya tette viszontagságossá, naplójában Burton azt jegyezte fel, hogy szomjan halt volna, ha nem pillant meg sivatagi madarakat, melyek a víz közelségét jelezték számára.
Ezt a kalandot követően készen állt egy újabb, a kontinens belsejébe vezető útra, melyre elkísérte Speke hadnagy, G. E. Herne hadnagy, William Stroyan hadnagy és számos afrikai, akiket teherhordóként alkalmaztak. Mielőtt azonban az expedíció készen állt volna az indulásra, a csoportot szomáli törzsi emberek egy csapata támadta meg. A támadók létszámát a tisztek 200-ra becsülték. A támadásban kialakuló harcban Stroyan életét vesztette, Speke-et fogságba ejtették és tizenegy sebet szerzett, mielőtt el tudott menekülni. Burtont egy lándzsa döfte át, mely áthatolt mindkét orcáján. Ez a sebesülése olyan jellegzetes sebhelyet hagyott rajta, mely későbbi arcképein és fényképein is jól kivehető. Menekülése közben a lándzsa mindvégig a fejét átszúrva maradt. Az illetékesek mindvégig szigorúan tekintettek az expedíció kudarcára, egy kétéves vizsgálatnak kellett eldöntenie, hogy Burton milyen mértékben volt felelős a tragédiáért. Bár jórészt felmentették a felelősség alól, az eset és a vizsgálat nem tett jót karrierjének. Erről a kegyetlen támadásról „First Footsteps in East Africa” (Első lépések Kelet-Afrikában) című, 1856-ban megjelent könyvében ír.
1855-ben Burton visszatért a hadsereg kötelékébe, és a Krímbe utazott, ahol aktívan kívánt részt venni a krími háborúban. Itt egy török szabadcsapat, a Beatson tábornok által vezetett, a Dardanelláknál harcoló Beatson's Horse hadtestének vezérkarában teljesített szolgálatot. A hadtestet egy lázadást követően, – miután megtagadták az engedelmességet, – feloszlatták, és az ezt követő vizsgálatban Burton nevét is megemlítették (hátrányára).

## A közép-afrikai tavak kutatása (1856–1860)

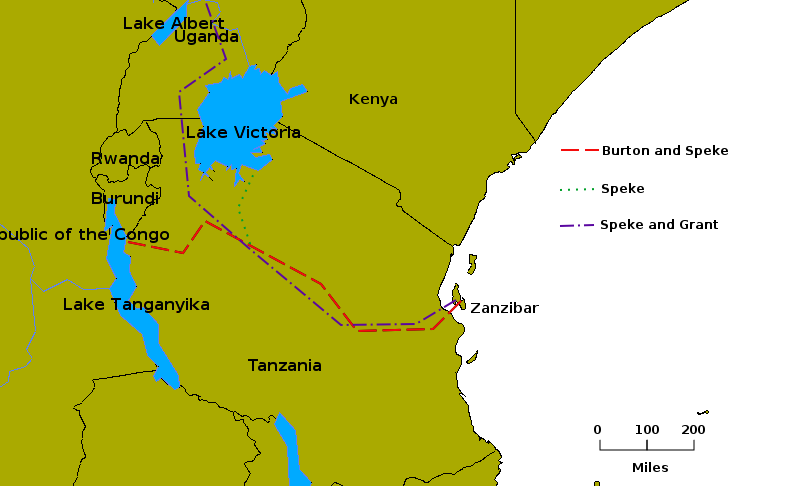
Burton és Speke (1857–1858) valamint Speke és Grant (1863) expedícióinak útvonalai.

1856-ban a Brit Királyi Földrajzi Társaság egy újabb expedícióját támogatta. Ez az expedíció Zanzibárból indult, célja az arab kereskedők és rabszolgakereskedők elbeszéléseiből ismert „belső tenger” felkutatása volt. Feladata a környék törzseinek tanulmányozása volt, és meg kellett állapítania, milyen termékeket érdemes a környékről exportálni. Titkon remélték, hogy az expedíció elvezetheti őket a Nílus forrásának felfedezéséhez is, bár ez a cél nem volt határozott. Burtont óva intették ennek a célnak a kitűzésétől, mondván csak egy bolond jelentené ki, hogy expedíciójának célja a Nílus forrásának felfedezése, mivel bármilyen, ennél kevesebb eredmény kudarcnak számítana a közvélemény szemében.
Mielőtt Afrikába utazott, Burton titokban eljegyezte Isabel Arundellt. A lány családja, különösen anyja nem egyeztek volna bele a házasságba, mivel Burton nem volt katolikus és nem volt tehetős sem, bár idővel elfogadták volna kapcsolatukat.
Speke ismét vele tartott, és 1857. június 27-én útnak indultak Afrika keleti partjáról a kontinens belseje felé a tó vagy a tavak után kutatva. Útjukon sok segítséget kaptak az ománi arab kereskedőktől akik a környéken éltek és kereskedtek. A tradicionális karavánútvonalak mentén haladtak, professzionális hordárokat és vezetőket béreltek fel, akik évek óta hasonló utakon jártak.
Az expedíció már a kezdetétől fogva nehézségekkel találta szembe magát: szinte lehetetlen volt megbízható hordárokat találni, az expedíció eszközeit és ellátmányát a megszökő útitársak vitték magukkal. Az út során mindkét férfit különféle trópusi betegségek támadták meg. Speke az út egy részére megvakult, egy fülére pedig megsüketült egy rovar eltávolítása közben szerzett fertőzésben. Burton az út egy részén nem tudott járni, őt hordárok szállították.
Az expedíció 1858 februárjában érkezett meg a Tanganyika-tóhoz. Burtont lenyűgözte a tó fenséges látványa, de Speke, aki betegsége miatt ideiglenesen látását vesztette, nem láthatta a tavat. Ekkorra már földmérő eszközeik jó része elveszett, tönkrement vagy ellopták őket, emiatt nem tudták elvégezni a terület felmérését úgy, ahogyan szerették volna. A visszavezető úton Burton ismét megbetegedett, ezért Speke nélküle folytatta a kutatást. Kutatóútjai során észak felé indult és rátalált a Viktória-tóra, vagy a helyiek nyelvén a Victoria Nyanzára. Felszerelés és megfelelő műszerek hiányában Speke nem tudta helyesen felmérni a területet, de személyes meggyőződése volt, hogy rátalált a Nílus régóta keresett forrására. Burton a Lake Regions of Equatorial Africa (Egyenlítői Afrika tóvidéke) című 1860-ban megjelent könyvében számol be az utazásról. Speke saját beszámolóját a The Journal of the Discovery of the Source of the Nile (Napló a Nílus forrásának felfedezéséről) című művében jelentette meg 1863-ban.
Az utazás végére mind Burton mind Speke rendkívül rossz egészségi állapotba került, külön-külön utaztak haza Angliába. Burton, szokásának megfelelően nagyon részletes feljegyzésekkel érkezett, nemcsak a földrajzi adatokról, hanem a megismert népek nyelvéről, szokásairól és még a szexuális viselkedéséről is voltak jegyzetei. Bár ez volt Burton utolsó jelentős expedíciója, földrajzi, kulturális és néprajzi feljegyzései felbecsülhetetlen értékűnek bizonyultak a későbbi kutatók, Speke és James Augustus Grant, Sir Samuel White Baker, David Livingstone és Henry Morton Stanley számára. Speke és Grant 1863-as expedíciója szintén a Zanzibárhoz közeli keleti partról indult, majd nyugatról megkerülve a Viktória-tavat elértek az Albert-tóhoz, ahonnan diadalmasan tértek vissza a Níluson át. Nagyon fontos momentum volt azonban, hogy a Viktória-tó és az Albert-tó között nyomát vesztették a Nílus folyásának. Emiatt Burton és mások kétségbe vonták, hogy a Nílus forrását minden kétséget kizáróan megtalálták-e.

### Burton és Speke

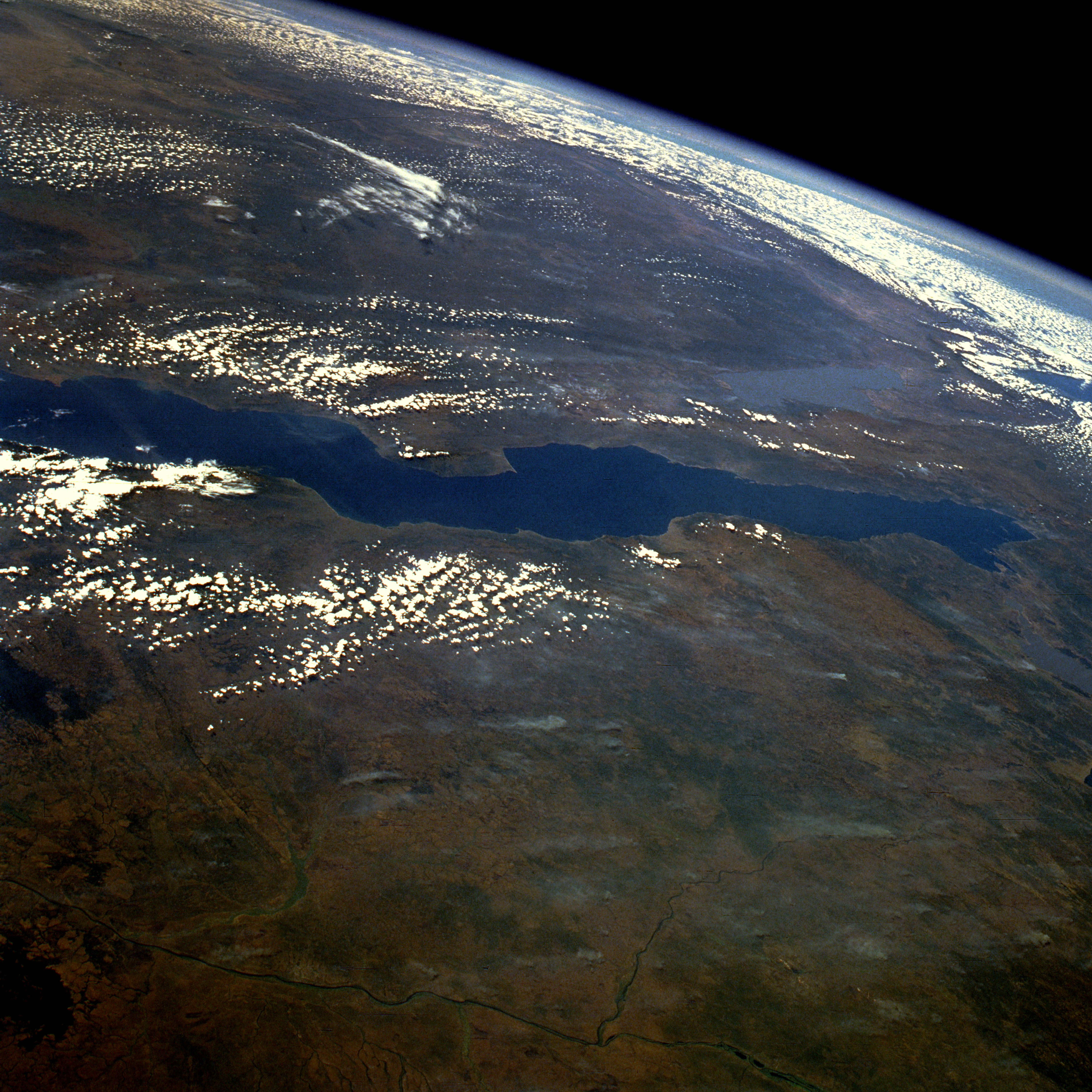
A Tanganyika-tó műholdas felvételen. Az első európai, aki megpillantotta a tavat, Burton volt.

Burton és Speke felfedezőútja a Tanganyika és a Viktória-tóhoz Burton legnevezetesebb kutatóútja volt, bár az ezt követő, hosszantartó, nyilvános perpatvar, mely a két férfi közt alakult ki, súlyosan megtápázta Burton hírnevét. Az utókor számára megmaradó levelek alapján úgy tűnik, hogy Speke már második expedíciójuk kezdete előtt bizalmát vesztette Burtonben, és ellenszenvvel viseltetett iránta. Elhidegülésüknek több oka volt. Nyilvánvaló volt, hogy a két férfi jelleme nagymértékben különbözött, Speke inkább az uralkodó viktoriánus Anglia erkölcsével és más kultúrákkal szemben mutatott birodalmi viselkedéssel értett egyet. Nyilvánvalóan jelentős motívum volt a két férfi közti szakmai versengés is. Egyes életrajzírók szerint Speke barátai (különösképpen Laurence Oliphant) szították az ellentétet kettejük között. Úgy tűnik, hogy Speke rossz néven vette, hogy Burton volt az expedíció vezetője, és azt állította, hogy Burton vezetői pozíciója csak névleges volt, mivel Burton a második expedíció során csaknem végig beteg volt. Problémák voltak az expedíció által felhalmozott adósságokkal is, melyeket afrikai útjuk végeztével nem rendeztek. Speke azt állította, hogy ezekért az adósságokért egyedül Burton felelős. Végezetül ott volt a Nílus forrásának a kérdése, talán az akkori idők legnagyobb kihívása a felfedezők előtt. Ma már tudjuk, hogy a Nílus egyik forrása a Viktória-tó, de akkoriban ez az álláspont még vitatott volt. Speke ide vezetett expedícióján Burton nélkül utazott (aki akkor többféle betegsége miatt nem vállalkozott az útra), a terület felmérése szükségszerűen kezdetleges volt, ezért a Nílus forrásának kérdése nyitva maradt. Burton (és számos kiváló tudós, például David Livingstone) kételyeit fogalmazta meg, hogy valóban a tó-e a Nílus igazi forrása.
Az expedíció végeztével a két férfi külön utazott vissza Angliába, Speke ért előbb haza Londonba. Megállapodásuk ellenére – mely szerint első nyilvános tájékoztatójukat közösen tartják – Speke előadást tartott a Brit Királyi Földrajzi Társaság előtt, előadásában magának tulajdonította a Nílus forrásának, a Viktória-tónak a felfedezését. Amikor Burton megérkezett Londonba, azzal szembesült, hogy Speke-et ünneplik, őneki csak a beteges utazótárs szerepe jutott. Emellett Speke további expedíciókat szervezett a tavak környékére, és egyáltalán nem állt szándékában Burtont is magával vinni.
Az ezt követő hónapok során Speke mindent megtett, hogy ártson Burton hírnevének, odáig elment, hogy azt állította, Burton megpróbálta megmérgezni őt az expedíció alatt. Mindeközben Burton felemelte hangját Speke azon állításával szemben, hogy felfedezte a Nílus forrását, azzal érvelt, hogy a bizonyítékok nem meggyőzőek, és hogy a Speke által végzett felmérések pontatlanok voltak. Figyelemre méltó, hogy Speke és Grant közösen vezetett expedíciójában Speke aláíratott Granttel egy nyilatkozatatot, melyben – egyebek mellett – a következőt írja: „Minden jogomról lemondok, hogy Speke százados vagy a R. G. S. (Királyi Földrajzi Társaság) jóváhagyása nélkül saját magam bármit közzétegyek az expedícióról”.
Speke és Grant egy második expedícióra is vállalkozott, hogy bebizonyítsák, a Viktória-tó a Nílus igazi forrása, de a felméréssel és a mérésekkel kapcsolatos gondok miatt továbbra sem volt mindenki meggyőződve, hogy a kérdés megoldódott.
1864. szeptember 16-án Burtonnek és Speke-nek meg kellett jelennie a British Association for the Advancement of Science éves találkozóján Bathban, ahol a Nílus forrásának kérdését kellett megvitatniuk. Burtont általában jobb szónoknak és tudósnak tartották, és egy ilyen vitában valószínűleg fölékerekedett volna ellenfelének. Speke azonban az előző napon, miközben egy rokonának közeli birtokán vadászott, egy saját maga által ejtett lőtt sebtől életét vesztette. A lövésnek nem volt szemtanúja, egyesek azt feltételezték, hogy Speke öngyilkosságot követett el; a halottkémi szemle azonban vadászbalesetnek nyilvánította az esetet. Burton Bathban, az előadóteremben várakozva értesült Speke haláláról, és meglehetősen zaklatott állapotban úgy döntött, hog nem tartja meg tervezett előadását.

## Diplomáciai szolgálat, ösztöndíj, halála (1861–1890)

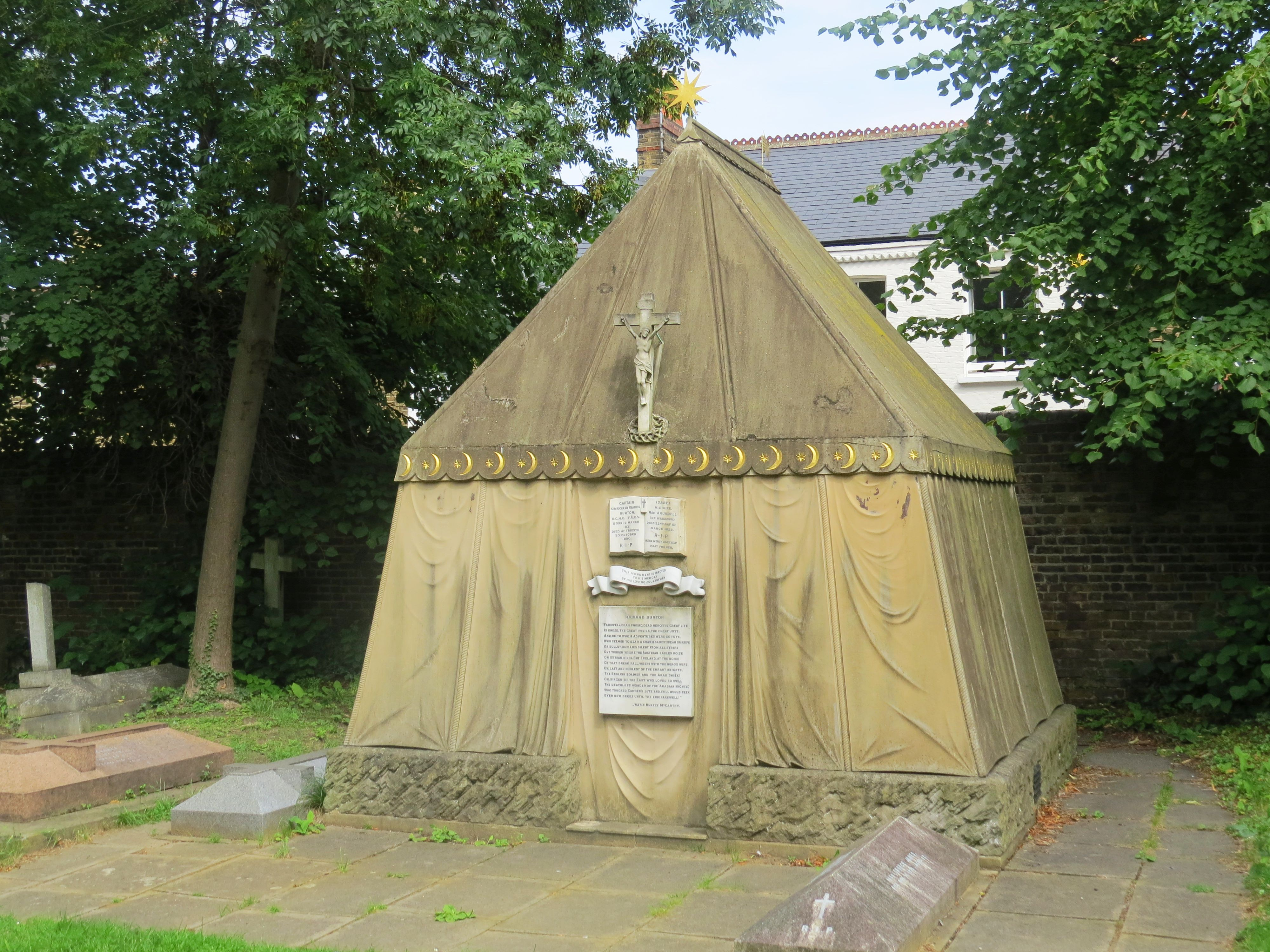
Sir Richard Francis Burton és felesége (Isabel Burton) síremléke a Délnyugat-Londonban található Mortlake-ban (2017)

1861 januárjában Richard és Isabel egy csendes katolikus szertartás keretében összeházasodtak, bár Richard nem vette fel a katolikus hitet. Nem sokkal ezután a párnak egy időre külön kellett válnia, amikor Burton a Külügyminisztérium szolgálatába állt, és konzuli szolgálatra küldték Egyenlítői-Guinea Bioko (Fernando Po) szigetére. A megbizatás nem volt különösképpen rangos; és mivel a hely klímája rendkívül egészségtelen volt az európaiak számára, Isabel nem kísérhette el. Burton idejének legnagyobb részét Nyugat-Afrika partjainak kutatásával töltötte.
A pár akkor került ismét össze, amikor Burtont 1865-ben a brazíliai Santosba helyezték át. Burton beutazta Brazília központi felföldjét, kenuval leereszkedett a Sao Francisco folyón annak forrásától egészen a Paulo Afonso vízesésig.
1869-ben konzuli megbizatást kapott Damaszkuszban, egy ideális megbizatást olyasvalaki számára, mint Burton, aki kiválóan ismerte a területet és annak szokásait. Ott töltött ideje alatt azonban Burton számos ellenséget szerzett. Egy pénzkölcsönzéssel kapcsolatos vita miatt sikerült szembekerülnie a területen élő zsidó lakossággal. A brit konzulátus feladata volt fellépni azokkal szemben, akik késedelembe estek a kölcsönök visszafizetésével, de Burton nem látott okot ennek a gyakorlatnak a folytatására, ez sok ellenséges érzelmet keltett. Ő és felesége, Isabel élvezték az ott töltött időt, barátságot kötöttek Lady Jane Digbyvel, az ismert kalandorral és Abd al-Qadir al-Jazairival, az algériai forradalom akkoriban száműzetésben élő neves vezetőjével.
Akkoriban a környék meglehetősen nyugtalan volt, jelentős feszültségek éleződtek ki a keresztény, a zsidó és a muszlim lakosság között. Burton mindent megtett, ami erejéből tellett, hogy fenntartsa a békét és megoldja a kiélezett helyzeteket, ez az igyekezete azonban néha bajba sodorta. Állítása szerint egy alkalommal alig tudott elmenekülni a szíriai kormányzó, Mohammed Rashid pasa által küldött, lovon és tevén érkező fegyveresek százai elől. Mint írta: „Életemben soha semmi nem volt számomra annyira hízelgő, mint az a tudat, hogy háromszáz emberre van szükség ahhoz, hogy megöljenek”.
Az ilyen és hasonló esetek mellett számos ember ellenszenvvel viseltetett Burton iránt, és azt szerették volna ha ebből a kényes pozícióból visszahívják. Végül is a helyzet feloldása érdekében Burtont Triesztbe helyezték át, mely akkor az Osztrák–Magyar Monarchia városa volt. Burton soha nem volt különösképpen elégedett ezzel a beosztással, de nem kellett sokat dolgoznia és megkapta az utazásaihoz és írásaihoz szükséges szabadságot.
Burton 1863-ban Dr. James Hunttal együtt megalapította az Anthropological Society of London-t (Londoni Antropológiai Társaság). Burton saját szavai szerint a társaság fő célja (az Anthropologia folyóirat megjelenésén keresztül) az volt, hogy „olyan orgánumot adjon az utazók kezébe, melynek segítségével a kéziratokban rögzített megfigyeléseik megmenthetők a feledés elől, valamint a társadalmi és szexuális kérdésekre vonatkozó értékes információk nyomtatásban is megjelenhetnek”. 1886. február 5-én lovagi rangot (Szent Mihály és Szent György rend) kapott Viktória brit királynőtől.
Ebben az időszakban számos útikönyvet írt, melyeknek fogadtatása nem volt különösképpen jó. Legismertebb irodalmi műveit abban a korban kissé merésznek, sőt egyenesen pornográfnak tartották; ezeket a műveket a Kama Shastra Társaság égisze alatt adta ki. Ezek közé a könyvek közé tartozik az 1883-ban kiadott The Kama Sutra of Vatsyayana (ismertebb nevén a Kámaszútra), az 1885-ben kiadott The Book of the Thousand Nights and a Night (Ezer éjszaka és egy éjszaka könyve) (ismertebb nevén Az Ezeregyéjszaka meséi – angol nyelvterületen a The Arabian Nights), az 1886-os kiadású The Perfumed Garden of the Shaykh Nefzawi (Az illatos kert) és a The Supplemental Nights to the Thousand Nights and a Night (Az ezeregyéjszaka kiegészítő éjszakái) 1886-1898 között megjelent tizenhat kötete.
Az életének ebben az időszakában kiadott, de még a mekkai zarándokútjáról visszatérése közben alkotott The Kasidah című művet többen úgy értékelték, mint Burton szúfi státuszának bizonyítékát. A vers (továbbá Burtonnek a vershez fűzött megjegyzései és kommentárjai) szúfi jelentéseket hordoz, és feltehetőleg az a célja, hogy a szúfi tanításokat a nyugati társadalom számára bemutassa.
„Tedd amit férfiasságod parancsol/ csak magadtól várhatsz elismerést/ az tud nemes módon élni és halni/ ki saját törvényei szerint él” – ezek a The Kasidah leggyakrabban idézett sorai („Do what thy manhood bids thee do/ from none but self expect applause;/ He noblest lives and noblest dies/ who makes and keeps his self-made laws”).
Egyéb említésre méltó munkái közé tartozik egy hindu mesegyűjtemény a Vikram and the Vampire (Vikram és a vámpír), mely 1870-ben jelent meg; valamint befejezetlen műve a vívás történetéről, az 1884-ben kiadott The Book of the Sword (A kard könyve). 1880-ban lefordította a portugál Luís de Camões nemzeti eposzát, A Luisiadákat is, majd a rákövetkező évben egy rokonszenves életrajzot írt a költőről és kalandozóról. 1898-ban posztumusz kiadásban jelent meg a The Jew, the Gipsy and el Islam (A zsidó, a cigány és az iszlám) című könyve, mely megjelenése után éles vitákat váltott ki a mű erős antiszemita hangneme miatt, mely a zsidó véráldozatok létezését bizonygatta. (Burtonnek a témára irányuló vizsgálatai ellenséges érzelmeket váltottak ki Damaszkusz zsidó lakosságából. A könyv kéziratának egy függeléke részletesen tárgyalta is ezt a kérdést, de özvegye úgy döntött, hogy a megjelent könyvből ez a függelék maradjon ki.)
Burton 1890. október 20-án reggel szívinfartus következtében halt meg. Bár Burton nem volt katolikus vallású, Isabel rábeszélt egy papot, hogy adja fel neki az utolsó kenetet. Ez a döntése később ellentétet eredményezett Isabel és Burton néhány barátja közt. Ők azt állították, hogy Burton halála már október 19-én késő éjszaka bekövetkezett, és Burton már halott volt, amikor megkapta az utolsó kenetet.
Elvesztését Isabel soha nem heverte ki. Férje halála után eltüzelte Burton számos kéziratát, köztük naplóit és az „Illatos kert” tervezett új fordítását, melynek angol nyelvű címe az ismert „The perfumed garden” helyett a The Scented Garden lett volna. A fordításért, melyet Isabel Burton „magnum opus”-ának tartott, hatezer guinea-t ígértek neki. Isabel azonban úgy érezte, hogy meg kell őriznie férjének jó hírnevét, és azt képzelte, hogy Richard lelkének sugallatára kell elégetnie a The Scented Garden kéziratát. Ezt a lépését később sokan elítélték.
Férje emlékére Isabel egy életrajzi könyvet írt. A pár egy jellegzetes, beduin sátrat formázó síremlék alatt van eltemetve a London délnyugati részén fekvő Mortlake-ban.

### A Kama Shastra Társaság
Burton már ifjúkora óta határozott érdeklődést mutatott a szexualitás és az erotikus irodalom iránt. Az 1857-es Obscene Publications Act (obszcén kiadványok törvénye) hatályba léptetésével azonban sok kiadót börtönbüntetésre ítéltek, a vádló a Society for the Suppression of Vice (Társaság a bűnök elfojtására) volt (Burton a társaságot és azokat, akik osztották nézeteit, Grundy mamának nevezte). A büntetést megelőzendő, a könyveket egyes társaságok tagjai közt magánforgalomban terjesztették. Emiatt Burton, Forster Fitzgerald Arbuthnottal együtt létrehozta a Kama Shastra Társaságot, melynek feladata a nyilvános kiadásban illegálisnak számító könyvek nyomtatása és terjesztése volt.
Összes műve közül az egyik legnevezetesebb az „Ezer éjszaka és egy éjszaka könyvének” (ismertebb nevén Az Ezeregyéjszaka meséinek) fordítása, mely 1885-ben tíz kötetben jelent meg, ezeket később további hat kötet követte. A köteteket a Kama Shastra Társaság nyomatta ezer példányban, kizárólagosan csak előfizetők számára, garantálva, hogy ugyanabban a kötésben nem lesz a könyvnek utánnyomása. A kötetekben megjelent történetek gyakran szexuális tartalmúak voltak, a megjelenés idején pornográfnak tartották őket. Különösképpen az Ezeregyéjszaka utolsó esszéje volt ilyen, az első angol nyelven megjelent szöveg, mely érinteni merte a pederasztiát, melyről Burton azt állította, hogy az általa Szótadészi övezetnek nevezett déli tájékokon bevett gyakorlat volt. Már addig is pletykák terjedtek Burton saját szexualitásáról, ez a műve ezeket tovább fokozta.
Talán Burton legismertebb műve Kámaszútra fordítása. A valósághoz tartozik, hogy teljes mértékben nem igaz, hogy ő volt a fordító, mivel az eredeti mű szanszkrit nyelven íródott, melyet Burton nem ismert. A munka során azonban együttműködött Forster Fitzgerald Arbuthnottal, és későbbi fordítások kéziratai alapján ő maga is készített fordításokat. A Kama Shashtra Társaság először 1883-ban nyomtatta ki a könyvet, a Burton-féle fordítás számos kiadását még napjainkban is megjelentetik.
Az arab nyelvű erotikus könyv, az „Illatos kert” angol nyelvű fordítása a francia kiadás alapján 1886-ban jelent meg, akkori címe a The Perfumed Garden of the Cheikh Nefzaoui: A Manual of Arabian Erotology (Nefzaoui sejk illatos kertje: az arábiai erotika kézikönyve) volt. Richard halála után felesége, Isabel számos feljegyzését elégette, többek közt a mű következő fordításának (The Scented Garden) kéziratát is, mely a mű utolsó, pederasztiáról szóló fejezetét is tartalmazta. Érdekes megemlíteni, hogy Burton mindig is szerette volna, ha a fordítás megjelenik halála után, a kiadás jövedelmet jelentett volna özvegyének, emellett egy utolsó fricska lett volna a viktoriánus társadalom felé.

## Botrányok Richard Burton életében

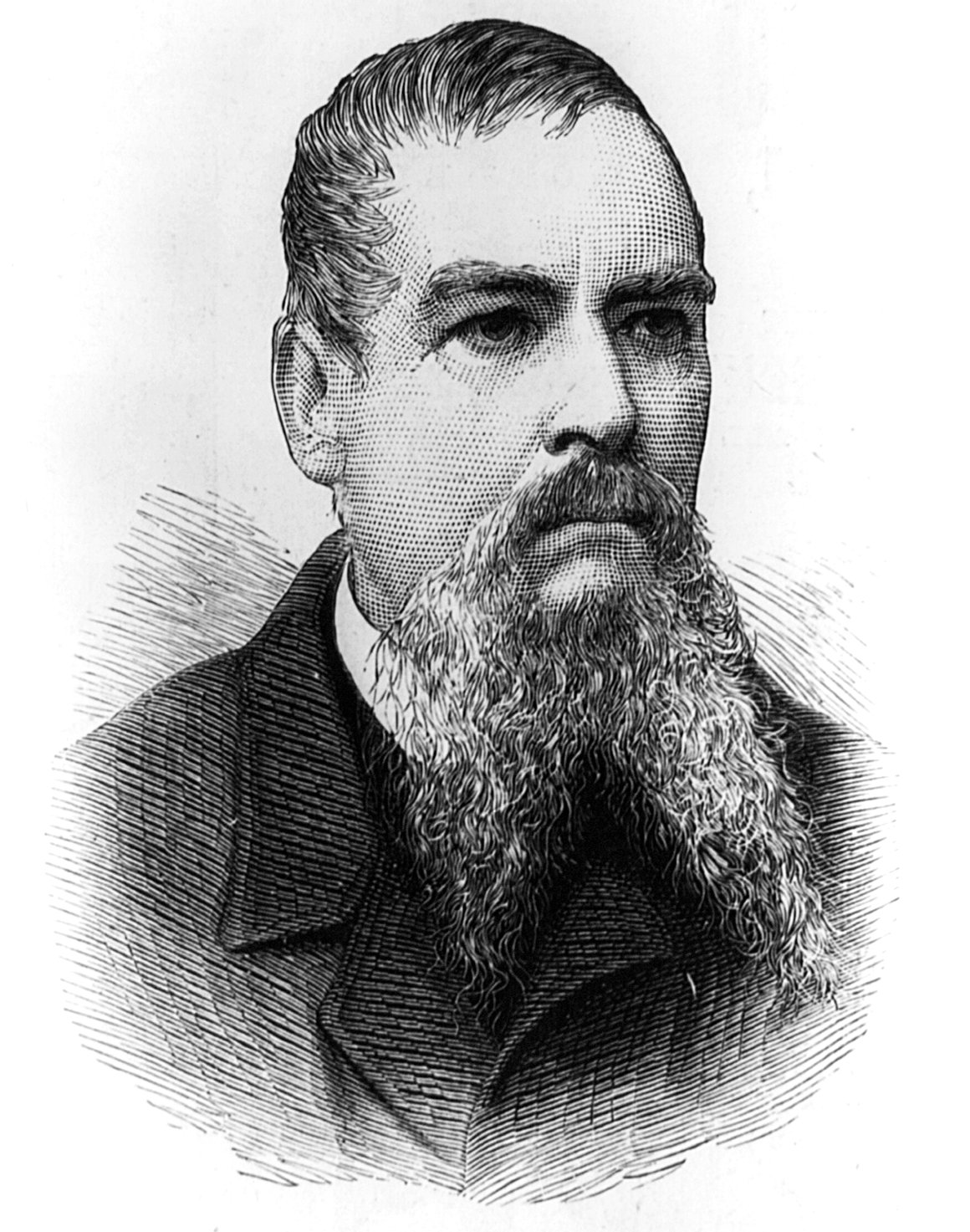
Burton idősebb korában

Burton írásai szokatlanul nyitottak és őszintén vallanak a szex és általában az emberi szexualitás iránti érdeklődéséről. Utazásairól szóló írásai gyakran tele vannak az általa meglátogatott területen élő emberek szexuális szokásainak részleteivel. A szexualitás iránti érdeklődése odáig vezetett, hogy hosszméréseket végzett a különböző régiók férfi lakosságának nemi szervéről,
ezeket az adatokat útikönyveiben is megjelentette. Ismerteti a felkeresett régiók szexuális szokásait, gyakran célozva arra, hogy időnként ő maga is részt vett bennük, megszegve ezzel korának mind szexuális mind faji tabuit. Akkoriban sokan gondolták azt, hogy a Kama Shastra Társaság léte és az általa kiadott könyvek botrányosak.
Az életrajzírók ellentétes véleményen vannak azzal kapcsolatban, hogy vajon Burton részt vett-e homoszexuális aktusban (melyet írásaiban közvetlenül soha nem ismer be). Az ezzel kapcsolatos állítások még akkor kezdődtek, amikor a katonaság kötelékében szolgált, és Sir Charles James Napier tábornok azzal a feladattal bízta meg, hogy titkos akcióban folytasson nyomozást egy, a brit katonák által gyakran látogatott férfi bordélyház ügyében. Egyesek azt vetették fel, hogy Burton részletes jelentései azt sugallják, ő maga is a bordélyház ügyfele volt.
Burtont egyesek azzal is vádolták, hogy megölte azt a fiút, aki Mekkába vezető zarándokútja során rajtakapta, amint európai módon vizelt. Burton ezt tagadta, azzal érvelve, hogy a fiú megölése csaknem bizonyosan leleplezte volna valódi énjét. Burton annyira belefáradt ennek a vádnak a visszautasításába, hogy rákapott arra, hogy azt saját vádlói ellen fordítsa. Egyszer egy orvos megkérdezte tőle: „Milyen érzés megölni egy embert?” Burton találóan azt válaszolta: „Nagyon mókás, és maga mit gondol erről?” Amikor egy pap kérdezte ugyanerről az esetről, Burton állítólag azt válaszolta: „Uram, büszkén mondhatom, hogy minden bűnt elkövettem, melyet a tízparancsolat tilt”.
Ezek az állítások Burton lobbanékony természetével párosulva valószínűsíthetően ártottak karrierjének, és megmagyarázzák, miért nem sikerült az előrelépése sem katonai pályáján, sem diplomáciai karrierjében. Egy nekrológ szerint: „...alkalmatlan volt arra, hogy rendszabályokat betartva dolgozzon, az emberek megdöbbentésének byroni attitűdje jellemezte, és olyan történeteket mesélhetett önmagáról, melyeknek semmilyen valóságalapja nem volt”. Ouida azt írta róla: „A Külügyminisztérium emberei ... Burtonnel kapcsolatban sötét titkokra utaltak, és jogosan vagy jogtalanul, de ellenszenvvel viseltettek iránta, tartottak tőle és gyanakodtak rá ... nem is annyira ezért, amit tett, hanem azért, aminek végrehajtására képesnek vélték...”. Bármi is volt az ellene felhozott számos állítás igazságalapja, Burton szókimondó természete és érdeklődési köre gondoskodott arról, hogy egész életében ellentmondásos személyiség legyen.

## Megjelenése könyvekben és egyéb művekben
Könyvek
- Harrison, William. Burton and Speke. New York: St. Martin's Press (1984. március 19.), regény a két barátról és riválisról
- Ilija Trojanow, Der Weltensammler, német nyelven íródott regény Richard Burton életéről (Hanser 2006)
- Philip José Farmer, tudományos-fantasztikus szerző Riverworld Saga-jának (1966–1993) egyik főszereplője Burton
- Arthur Conan Doyle 1912-ben megjelent The Lost World című regényében rövid utalást tesz Burtonre. A regény megjelenésekor Burton tettei még viszonylag újkeletűek voltak.
- George MacDonald Fraser többször említi Burtont történelmi regényekről szóló „Flashman” sorozatában (1969–2005) (a narrátor, Flashman, általában „az a gazember, Dick Burton” néven említi).
- John Dunning szerepelteti Burtont The Bookman's Promise című detektívregényében (Scribner 2004).
- Robert Doherty Area 51 regényeiben (1997–2004) Burton, mint egy titkos idegen faj felfedezője tűnik fel. A könyvekben részleteket idéznek Burton műveiből.
- Wilkie Collins The Moonstone című detektívregényének szereplőjét Mr. Murthwaite-et Burtonről formázta.
- A The League of Extraordinary Gentlemen című regényben Burton egy elfeledett szövetség tagjaként tűnik fel
- Michael Stephen Fuchs regényében, a „The Manuscript”-ben Burton az élet értelmének birtokában lévő közép-amerikai törzs felfedezőjeként tűnik fel.

Film
- A Hold hegyei című, 1990-ben készült mozifilm (főszereplők Iain Glen Speke, és Patrick Bergin Burton szerepében) a Burton-Speke ellentétet mutatja be. A film utal Burton és Speke intim kapcsolatára, és halvány célzást tesz Speke magába zárkózott homoszexualitására. A film története William Harrison Burton and Speke (Burton és Speke) című regényén alapul, mely Speke-et egyértelműen homoszexuálisként, Burtont féktelen heteroszexuálisként jellemzi. Mindkét jellemábrázolás a tények és a művészi ábrázolásmód keveredésén alapul, ezért fenntartásokkal kell kezelni.
- A Zero Patience (1993) Burtont, mint rejtett homoszexuálist a mai korban helyezi el, amint megszállottként keresi azt a személyt, akitől az AIDS elindult.

Televízió
- The Sentinel (1996-1999) televíziós sorozat
- A Nílust keresve, a BBC 1971-es mini sorozata
- A viktoriánus szexkutató, Rupert Everett dokumentumfilmje Burton utazásairól. Bemutató: 2008. június 9.[32]

## Művei
- Goa and the Blue Mountains (1851)
- Scinde or the Unhappy Valley (1851)
- Sindh and the Races That Inhabit the Valley of the Indus (1851)
- Falconry in the Valley of the Indus (1852)
- A Complete System of Bayonet Exercise (1853)
- Personal Narrative of a Pilgrimage to Al Madinah and Meccah 3 Vols. (1855-6). Lásd még pdf formátumban
- First Footsteps in East Africa (1856). Lásd még pdf formátumban.
- The Lake Regions of Central Equatorial Africa (1859)
- The Lake Regions of Central Africa (1860)
- The City of the Saints, Among the Mormons and Across the Rocky Mountains to California (1861)
- Wanderings in West Africa (1863)
- Abeokuta and the Cameroon Mountains (1863)
- A Mission to Gelele, King of Dahomé (1864)
- The Nile Basin (1864) James McQueen-nel.
- Wit and Wisdom From West Africa (1865)
- Stone Talk (1865)
- The Guide-book. A Pictorial Pilgrimage to Mecca and Medina (1865)
- Explorations of the Highlands of Brazil (1869)
- Letters From the Battlefields of Paraguay (1870)
- Vikram and the Vampire or Tales of Hindu Devilry (1870). Lásd még:pdf formátumban.
- Unexplored Syria (1872)
- Zanzibar (1872)
- Ultima Thule (1872)
- The Lands of Cazembe. Lacerda's Journey to Cazembe in 1798 (1873). Szerkesztette és fordította: Burton.
- The Captivity of Hans Stade of Hesse, in A.D. 1547-1555, Among the Wild Tribes of Eastern Brazil. Fordította Albert Tootal, jegyzetekkel látta el Richard F. Burton.
- A New System of Sword Exercise for Infantry (1876)
- Two Trips to Gorilla Land and the Cataracts of the Congo (1876) Lásd még: pdf formátumban.
- Etruscan Bologna (1876)
- Sind Revisited (1877)
- The Gold Mines of Midian (1878)
- The Land of Midian (revisited) (1879)
- Os Lusiadas (The Lusiads) (two volumes 1880)
- The Kasidah of Haji Abdu El-Yezdi (1880). Lásd még: pdf formátumban.
- A Glance at the Passion-Play (1881).
- To the Gold Coast for Gold 2 Vols. (1883). Lásd még: pdf formátumban.
- The Kama Sutra of Vatsyayana (1883) (F. F. Arbuthnottal közösen).
- Camoens: His Life and His Lusiads (1883)
- Camoens. The Lyricks 2 Vols (1884)
- The Book of the Sword (1884)
- The Book of the Thousand Nights and a Night (ten volumes 1885)
- The Perfumed Garden of the Shaykh Nefzawi (1886)
- The Supplemental Nights to the Thousand Nights and a Night (six volumes 1886 – 1888)
- The Jew, the Gypsy and El Islam (1898)
- The Sentiment of the Sword: A Country-House Dialogue (1911)

Burton számos naplót és újságcikket írt, ezek közül sokat soha nem katalogizáltak. Ezek közül több mint 200 megtalálható pdf formátumban a burtoniana.org címen.

## Magyar nyelvű kötetek
- Vátszjájana: Káma-Szútra. A szerelem tankönyve; előszó, utószó Sir Richard Burton és F. F. Arbuthnot, ford. Baktay Ervin; LibroTrade, Bp., 2000
- A Káma Szútra. Mozgatható papírképekkel 6 papírfigurás variáció; szanszkrit ford. Sir Richard Burton, F. F. Arbuthnot, magyar ford. Juhász Levente; Totem, Bp., 2005